# Stella esotica
Una stella esotica è un particolare tipo di stella degenere costituito da particelle diverse dagli elettroni, dai protoni e dai neutroni, che si mantiene in equilibrio contro il collasso gravitazionale grazie alla pressione degenerativa o ad altri effetti quantistici. Di questa classe fanno parte le stelle di quark (costituite da materia strana) e le stelle di preoni (composte da preoni).

## Stella di quark
Una stella di quark (o stella strana) è un ipotetico stadio intermedio tra una stella di neutroni ed un buco nero stellare. La teoria suggerisce che quando la compressione all'interno di una stella di neutroni raggiunge (o per l'alta massa del residuo lasciato da una supernova, o per accrescimento della stella di neutroni facente parte di una binaria stretta) valori sufficientemente grandi, i neutroni verrebbero decomposti nei quark costituenti, andando a formare la materia strana. Questo processo produrrebbe, sempre teoricamente, un quantitativo eccezionalmente grande di energia (103 foe o 1047 joule) che causerebbe l'esplosione delle parti più esterne della stella in quella che è stata chiamata una quark-nova, mentre il nucleo della stella di neutroni collasserebbe finché fra i quark non si instaura una pressione degenerativa che ne controbilancia l'attrazione gravitazionale; il risultato sarebbe una stella di quark. Attualmente l'esistenza delle stelle di quark è ipotetica ma osservazioni effettuate dall'osservatorio a raggi X Chandra hanno individuato due poissibili candidate: 3C58, la pulsar resto della supernova del 1181, e RXJ1856.5-3754; la prima appare troppo fredda e la seconda troppo piccola per una stella neutronica, il che suggerisce che la materia di cui sono composte sia più densa del neutronio. È stata avanzata l'ipotesi che la supernova SN 2006gy fosse associata alla formazione di una stella di quark.

## Stella di preoni
Ammettendo che i quark e i leptoni siano a loro volta non elementari ma costituiti da preoni, si può speculare sulla possibilità che tra la stella di quark ed il buco nero di massa stellare esista un ulteriore stato intermedio: la stella di preoni. Un oggetto del genere avrebbe una densità dell'ordine di 1023 kg/m3, la stessa che si otterrebbe comprimendo la massa della Terra in una sfera grande come una pallina da tennis. Le stelle preoniche potrebbero essere una componente della materia oscura.

## Stella Q
Una stella Q (o buco grigio) è un'ipotetica stella di neutroni più compatta, con uno stato esotico della materia, che, in teoria, potrebbe presentare un raggio anche solo del 50% maggiore del proprio raggio gravitazionale, il che renderebbe molto difficile distinguerla da un buco nero stellare. L'oggetto compatto nel sistema V404 Cygni potrebbe essere un buco grigio.

## Stella elettrodebole
È possibile che quando una stella di neutroni, avendo ecceduto il limite di Tolman-Oppenheimer-Volkoff, si contrae per divenire un buco nero stellare, al suo interno i quark inizino a convertirsi in leptoni (come gli elettroni, ma soprattutto neutrini) mediante l'interazione elettrodebole. L'energia liberata da questo processo, che avrebbe luogo nel nucleo della stella di neutroni in una regione delle dimensioni di una mela ma dotata di una massa doppia di quella terrestre, potrebbe sostenere il totale collasso della stella per circa 10 milioni d'anni. Una eventuale stella di neutroni in questa fase viene chiamata stella elettrodebole.

## Stella di bosoni
Gli oggetti finora descritti sono costituiti da materia fermionica, ma è stata teorizzata l'esistenza di stelle composte da bosoni. Ciò richiederebbe l'esistenza di una particella bosonica dotata di piccola massa e stabilità. Una siffatta stella di bosoni potrebbe essersi originata per collasso gravitazionale nei primi istanti di vita dell'Universo, similmente ai buchi neri primordiali. Potrebbe essere possibile individuare eventuali stelle di bosoni binarie attraverso la rilevazione delle onde gravitazionali da queste emesse, ed in effetti vi è una buona probabilità che GW190521, ritenuta la più grande collisione di buchi neri, possa essere in realtà una collisione tra due stelle di bosoni. Qualcuno ha avanzato l'ipotesi che al centro della Via Lattea e nel nucleo delle galassie attive possano trovarsi stelle di bosoni supermassicce. Le stelle di bosoni potrebbero infine rappresentare una frazione della materia oscura.

## Stella di Planck
Nel 2014, Carlo Rovelli e Francesca Vidotto hanno ipotizzato che al centro dei buchi neri, invece di una singolarità gravitazionale, possa trovarsi una stella di Planck, un oggetto con una densità energetica prossima al valore planckiano (ca. 4,633 x 10113 J/m3) e una dimensione superiore alla lunghezza di Planck, sostenuta contro il catastrofico collasso gravitazionale dalla pressione quantistico-gravitazionale. Secondo la teoria, un tale oggetto avrebbe un'esistenza brevissima nel suo tempo proprio, poiché alla contrazione progenitrice seguirebbe un immediato effetto di rimbalzo verso l'esterno, ma per il resto dell'universo la stella impiegherebbe un tempo molto lungo a "evaporare" a causa dell'enorme dilatazione temporale gravitazionale; in altri termini, tale "evaporazione" si manifesterebbe come la prevista radiazione di Hawking. È stata predetta peraltro l'emissione di un segnale di raggi gamma rilevabile al momento della totale dissoluzione del buco nero, allorché la stella di Planck rimarrebbe esposta. Se l'esistenza delle stelle di Planck venisse confermata verrebbe risolto il paradosso dell'informazione del buco nero e evitate possibili violazioni della causalità.